# Parti in fretta e non tornare
Parti in fretta e non tornare (titolo in lingua originale Pars vite et reviens tard) è un romanzo poliziesco del 2001 della scrittrice francese Fred Vargas, il terzo con protagonista il personaggio del commissario Adamsberg e i suoi uomini del commissariato del XIII arrondissement di Parigi, e il primo in cui si incontrano Adamsberg e gli evangelisti: Marc Vandoosler, Lucien Devernois, Mathias Delamarre, tre bizzarri studiosi specializzati in diversi periodi storici.
Il romanzo è stato pubblicato per la prima volta in Francia nel 2001 dall'editore Hamy, poi tradotto e pubblicato in Italia nel 2004, da Einaudi.
Dal romanzo è stato tratto un film, Pars vite et reviens tard, di Régis Wargnier con José Garcia nel ruolo del commissario Adamsberg, Olivier Gourmet nel ruolo del bretone Joss Le Guern e Michel Serrault in quello di Hervé Decambrais. Il film è uscito in Francia e Belgio nel gennaio del 2007 ed in seguito è uscito in altri paesi, dalla Germania, al Brasile, al Giappone. La pellicola è inedita in Italia.

## Trama
Nella Parigi contemporanea un marinaio bretone, dopo alcune vicissitudini con il suo armatore, si reinventa banditore in una piazza di un quartiere popolare, abitato da una strana fauna cittadina un po' fuori dal tempo. Nello svolgimento del suo compito, si trova a leggere misteriosi messaggi che annunciano l'arrivo (o meglio, il ritorno) della peste in Francia. Presto entra in azione anche l'untore, che segna con un simbolo arcaico di protezione gli alloggi parigini. Una serie di morti scatena la psicosi, la Morte Nera sembra tornata, ma il commissario Adamsberg e i suoi improbabili esperti, gli evangelisti, riescono a venire a capo dell'intricata faccenda.

## Edizioni
- Parti in fretta e non tornare, traduzione di Maurizia Balmelli, Margherita Botto, collana Stile libero Noir - Big, Einaudi, 2006,  p. 334, ISBN 978-88-06-18265-6.

- Parti in fretta e non tornare, traduzione di Maurizia Balmelli, Margherita Botto, collana SuperET, Einaudi, 2012,  p. 368, ISBN 978-88-06-21372-5.

Il romanzo è uno dei tre raccolti in:
- La trilogia Adamsberg, traduzione di Margherita Botto, SuperET, Einaudi, 2015,  p. 913, ISBN 978-88-06-22856-9.